# Institut d'Afrique
 (juin 2025).
L’Institut d’Afrique était une association française créée en 1838 qui avait pour objectifs d'une part, la promotion de la colonisation et d'autre part, l’abolition de l’esclavage et l’émancipation des esclaves.

## Création  et objectifs
L’Institut était la dernière en date d’une série d’institutions créées en France à la fin du 18e siècle et dans la première moitié du 19e pour promouvoir l’abolition de l’esclavage et de la traite des Noirs, telles la Société des amis des Noirs, créée en 1788, la Société de la morale chrétienne, particulièrement active entre 1822 et 1827 et la Société française pour l'abolition de l'esclavage, active de 1834 à 1848.
Cependant, l’Institut se démarquait des sociétés précédentes  par sa volonté affichée de lier sa mission philanthropique à l’essor de la colonisation et du commerce. Ses statuts annonçaient clairement ses priorités : « L’Institut est fondé dans le but de concourir à la civilisation et à la colonisation universelle de l’Afrique par l’Agriculture, le Commerce, l’Industrie, les Arts, les Lettres et les Sciences » (Article 1) et de « protéger, d’éclairer et d’émanciper la race africaine » (Article 2).
Dès la première livraison de ses Annales, l'Institut annonçait ses intentions :
Faire cesser l'odieux trafic des noirs ; travailler à l'émancipation des esclaves ; introduire en Afrique les lumières du Christianisme et de la civilisation; indiquer aux Deux-Mondes les avantages que le commerce peut retirer de ce vaste continent par des échanges pacifiques, pousser les populations européennes sur cette terre riche de toutes les productions de la nature ; leur indiquer dans leur intérêt et dans celui de l'Afrique les meilleurs moyens pratiques de colonisation...
On a noté à cet égard que les objectifs de l’Institut étaient une adaptation française de la théorie britannique des « trois C » : Civilisation, Commerce, Christianisation.
Pour Jean Claude Nardin, l'Institut était une « institution philanthropique et civilisatrice à son origine, qui devint de fait rapidement le support d'une tentative de pénétration commerciale française en Afrique (création de la Compagnie d'Afrique en 1845)». Certains historiens de l'abolition ont jugé sévèrement ce « glissement insidieux » vers une plus grande soumission de l'objectif humanitaire aux besoins du commerce. Cependant, cette tendance n'était pas le seul fait de l'Institut et de ses fondateurs. Bien avant la fondation de l'Institut, elle sous-tendait le discours de bien des partisans de abolition. Ainsi, dès 1835, Larochefoucauld-Liancourt, cofondateur de la Société française pour l'abolition de l'esclavage avait déclaré devant la Chambre des députés : « Je crois que le premier effet de l'abolition de l'esclavage sera de fournir de meilleurs ouvriers aux propriétaires de nos colonies, et par la suite, un plus fort revenu. »

## Organisation
L'Institut était dirigé par un Conseil supérieur composé du Président, d'un Vice-président, du secrétaire général, du trésorier et de dix-sept membres et des Présidents et Vice-présidents de diverses nations résidant à Paris (Article 16). Un Conseil général, composé de tous les membres titulaires, était convoqué tous les mois (Article 20). Pour faire partie de l'Institut, il fallait être présenté au Conseil supérieur par un membre, ou en faire une demande écrite au Président (Article 21).
Les statuts établissaient six comités, dont un seul pouvait avoir quelque rapport avec le but philanthropique de l'Institut (le Comité des fondations religieuses en Afrique et en Orient). Certains des autres (Arts et manufactures, Commerce, Économie sociale) semblent répondre davantage à l'objectif commercial et colonial de l'Institut (Article 23).
L'Institut était également organisé en sections géographiques, qui devaient œuvrer « sous la direction de l'Institut » (Article 1, paragraphes 4-6).
Les membres de l’Institut étaient répartis en quatre classes : les Protecteurs (chefs d’État et de gouvernement, et personnes ayant donné de 500 à 1000 francs à l’Institut), les Bienfaiteurs (qui avaient donné 300 francs), les Présidents et Vice-Présidents d’honneur (qui versaient 25 francs par an ou 250 francs pour une adhésion à vie), et des membres titulaires (qui payaient 20 francs par an ou 200 francs pour une adhésion à vie).
Les premiers présidents de l'Institut furent:
- Le duc de La Rochefoucauld-Doudeauville (1765-1841)
- Le prince de Rohan-Rochefort
- Le comte Clausel, maréchal de France (1772-1842)
- Le duc de Montmorency, pair de France
- Le vice-amiral Rosamel, pair de France (1774-1848)
- Le comte Delaborde, député (1773-1842)
- Le comte de Parsent, Grand d'Espagne

Pendant toute sa période d'activité, le secrétaire général de l'Institut fut Hippolyte de St Anthoine, médecin, poète et biographe (1806-1891).
Parmi les Protecteurs se trouvaient vers 1860 :
- Le prince de Rohan-Rochefort
- Le duc de Montmorency, pair de France
- Sir Henry Pottinger, Baronet
- Son Exc. Yavir, Paelia
- Sir Henry Light (en), gouverneur de la Guyane Anglaise
- Le général J. Outram (en), à Hyderabad
- M. Charles de Brettes
- Le bey de Tunis
- Le roi de Suède et de Norvège
- Le roi de Grèce
- Le général de Santa Anna, président du Mexique
- Manockjee Cursetjee (en), esq.
- Le prince Georges, prince régnant de Valachie
- Le général Bulnès, président du Chili
- Le Logothète et chevalier Constantin Conaky
- Le major J. Ludlow, à Jeypore, Indes-Orientales
- Le général sir Charles Napier
- S. C. B. John F. Thomas, esq., secrétaire du département civil, à Madras
- Mgr. Louis Maria, vicaire-apostolique de Bombay
- Le général D. Jose Hilario Lopes, président de la Nouvelle-Grenade
- Le lieutenant-colonel Frederick Robe (en)
- Le prince Alexandre Souvoroff.

Les listes de nouveaux membres publiées occasionnellement dans les Annales de l’Institut, ainsi qu’une liste de quelque 204 membres et 28 bienfaiteurs diffusée dans les années 1860, donnent un aperçu de la diversité de l'origine des membres. Dans l’ensemble, les membres semblent avoir été composés principalement de personnes occupant un rang élevé dans leurs pays respectifs. Un grand nombre faisaient partie de la noblesse française et européenne ; d’autres occupaient des postes élevés dans les églises, comme évêque, vicaire, etc. Les officiers militaires et diplomatiques étaient également bien représentés. Quant à la répartition géographique, les membres dont la mention permet de connaître l'origine présentent une grande dispersion : Europe, Grande-Bretagne, îles des Caraïbes, Amérique du Nord et du Sud, etc. Paradoxalement pour une institution consacrée au bien-être des Africains, seuls un tout petit nombre de membres paraissent originaires d’Afrique subsaharienne. Même s’il ne peut être exclu qu’au fil du temps, l’Institut ait inclus davantage de membres d’Afrique subsaharienne, son adhésion au colonialisme aurait rendu l’adhésion peu attrayante pour la plupart d’entre eux.

## Actions
Fidèle à sa double mission commerciale et charitable, l'Institut développa des actions dans les deux domaines. Si on en juge par le peu d'échos qu'il reçut dans la presse, il semble que l'Institut ait préféré des modes d'action discrets plutôt que les placer sur la place publique. Ce serait surtout par des échanges de  correspondance avec les dirigeants les plus haut placés des pays concernés, correspondance souvent publiée dans les Annales, que l’Institut a poursuivi ses objectifs philanthropiques.

### LesAnnales de l'Institut d'Afrique
L'Institut publia les Annales de l'Institut d'Afrique  d'abord tous les mois, puis tous les deux mois de 1841 à 1870. D'un numéro à l'autre, on trouve des articles condamnant l'esclavage, d'autres sur les colonies, des récits de voyage, des échanges de correspondance avec le membres, des listes de nouveaux membres, de livres offerts par les membres. La revue ne prenait pas parti en matière de religion, sinon pour vanter les mérites de la « chrétienté » auprès des populations des colonies. Elle plaçait également l'expression « Allez donc ! Et instruisez les nations - J.C. » en exergue à la première page de chaque numéro. En revanche, dans les premières années, la première page affichait l'origine française et catholique de l'Institut, étant décorée d'une gravure entourée d’extraits des œuvres de prédicateurs catholiques français bien connus (Bourdaloue, Bossuet, Fénelon et Massillon, notamment).
L'aspect des Annales le plus directement lié à la mission abolitionniste de l'Institut semble se trouver dans des échanges épistolaires avec certains dirigeants de colonies ou territoires les enjoignant d'abolir l'esclavage là où ils en avaient l'autorité. De plus, à l'instar de plusieurs autres journaux, les Annales publièrent la pétition « immédiatiste » du 17 août 1846 rédigée par Guillaume de Félice réclamant l'abolition immédiate de l'esclavage en réponse à la position « graduelliste » du rapport de 1843 de la commission gouvernementale dirigée par le duc de Broglie. Les Annales ont également publié deux fois la bulle de 1839 du pape Grégoire XVI In Supremo Apostolatus contre l’esclavage, en 1839 et 1854.

### Création de la Compagnie d'Afrique
Poursuivant ses objectifs commerciaux, dès 1845, l’Institut créa la Compagnie d’Afrique, entreprise commerciale au capital de deux millions de francs vouée au commerce et à la banque africaine et destinée « à réaliser une des vues civilisatrices que, dans ses statuts, s'est imposée notre institution. » Les membres de l’Institut étaient invités à acheter des actions aux termes desquelles, selon ses statuts, ils n’étaient « véritablement exposés à aucune chance de perte ». La Compagnie était placée « sous le patronage » de l'Institut, et son directeur était le secrétaire-général de l'Institut.
Les statuts de la Compagnie lui assignaient comme buts :
1. Le commerce de l'Afrique ;
2. La vente pour compte des denrées et produits de toute nature, qui lui seront consignés par les actionnaires, les négociants, les manufacturiers, propriétaires et industriels ;
3. Les avances sur consignations, moyennant l'intérêt commercial ;
4. Les opérations de banque[22].

Lancée avec beaucoup de publicité dans les journaux, la Compagnie annonçait dès avril 1845 avoir nommé près de cent correspondants dans le monde. Cependant, après cette date on ne trouve aucune trace de son activité, ce qui laisse penser qu'elle n'en aurait eu aucune.
L'expérience américaine du retour d'esclaves en Afrique, au Sierra Leone et au Libéria, semble avoir intéressé nombre d'abolitionnistes Français. Ainsi, un correspondant de l’Institut signalait tout l’intérêt d’une approche analogue pour la Compagnie :
II serait facile moyennant de légers présents d'obtenir par traité des princes indigènes la cession d'un assez vaste territoire qui deviendrait la propriété exclusive de la compagnie qui pourrait fonder à instar de la colonie américaine de Libéria... une colonie de nègres libres qui trouveraient une instruction agricole, commerciale et industrielle proportionnée leurs besoins. Ces établissements formeraient des familles de travailleurs qui deviendraient par suite d'utiles facteurs pour amener sur les marchés de la compagnie les produits indigènes.
La Compagnie avait été créée pour une durée de vingt-cinq ans, ce qui aurait amené sa dissolution à 1870. Cependant, il n'est fait aucune mention d'une telle dissolution dans les Annales de cette année.

## Après l'abolition
L'esclavage fut aboli dans les colonies françaises en 1848, mais, contrairement à la Société française pour l'abolition de l'esclavage qui cessa ses activités peu après cette date, l'Institut poursuivit les siennes jusqu'en 1870, dernière année de parution de ses Annales.
Pendant les dernières années de publication des Annales, rien ne semble indiquer la fin des activités de l'Institut. Celui-ci continue de recruter de nouveaux adhérents, dont les noms sont publiés régulièrement.
Cependant, son action charitable semble avoir été limitée. Ainsi, les Annales annoncent la tenue d'une grande conférence abolitionniste à Paris en août 1867 qui devait être présidée par le duc de Broglie, mais l'Institut n'y est pas représenté. Les Annales reproduisent cependant de larges extraits de certaines des interventions faites lors de la conférence. Notons encore l'appui qu'il donne à l'établissement d'un hospice international à Monrovia (Libéria) « destiné à recevoir des Africains et des voyageurs malades de toutes les nations. »
La revue comporte aussi des articles qui sont manifestement destinés à des investisseurs potentiels. On note par exemple des développements sur des sociétés commerciales œuvrant dans les colonies (par exemple la Compagnie d'Haïti pour la culture du café et autres produits établie à Londres en 1867, la Compagnie genevoise des colonies suisses.
On y trouve également de grands reportages d'intérêt surtout économique, par exemple sur Chicago ou sur le canal de Suez.
Sur l'ensemble de l'action abolitionniste de l'Institut, on ne peut que rejoindre la conclusion sévère mais documentée de l'historien canadien Lawrence C. Jennings :
L'Institut souhaitait œuvrer pour l'abolition de la traite des Noirs et de l'esclavage, pour « civiliser » l'Afrique via l'influence européenne, pour promouvoir le commerce tant au nord qu'au sud du Sahara, et pour encourager la colonisation européenne de l'ensemble du continent. [...] Ses intérêts étaient principalement politiques, économiques, et culturels. Il s'opposait à l'esclavage en Afrique et ailleurs, mais la question de l'esclavage était marginale par rapport à ses principales préoccupations. L'organisation semblait parfois bien informée sur les intentions du gouvernement, probablement grâce à ses dirigeants haut placés. Cependant, les Annales offraient un discours extrêmement vague et général au sujet de l'esclavage colonial français, et professait des sophismes tels que la supériorité de la main-d'œuvre libre sur le travail forcé ou la nécessité de remédier à la misère des esclaves, souvent sans réelle preuve ou connaissance concrète. De 1841 à 1848, les Annales reproduisirent généralement des informations de seconde main sur les problèmes de l'esclavage et de l'émancipation, félicitant d'autres pays pour leurs actions contre l'esclavage, et encouragèrent le gouvernement français à les imiter. Mais le discours de l'Institut restait toujours extrêmement modéré et gradualiste, et soulignait la nécessité d'une préparation et d'une réflexion suffisantes. En résumé, l'Institut d'Afrique était la plus modérée, la moins influente, et la plus marginale des organisations antiesclavagistes françaises sous la monarchie de Juillet. Il n'était certainement pas représentatif de l'ensemble du mouvement abolitionniste.